# Kapelle Rikon

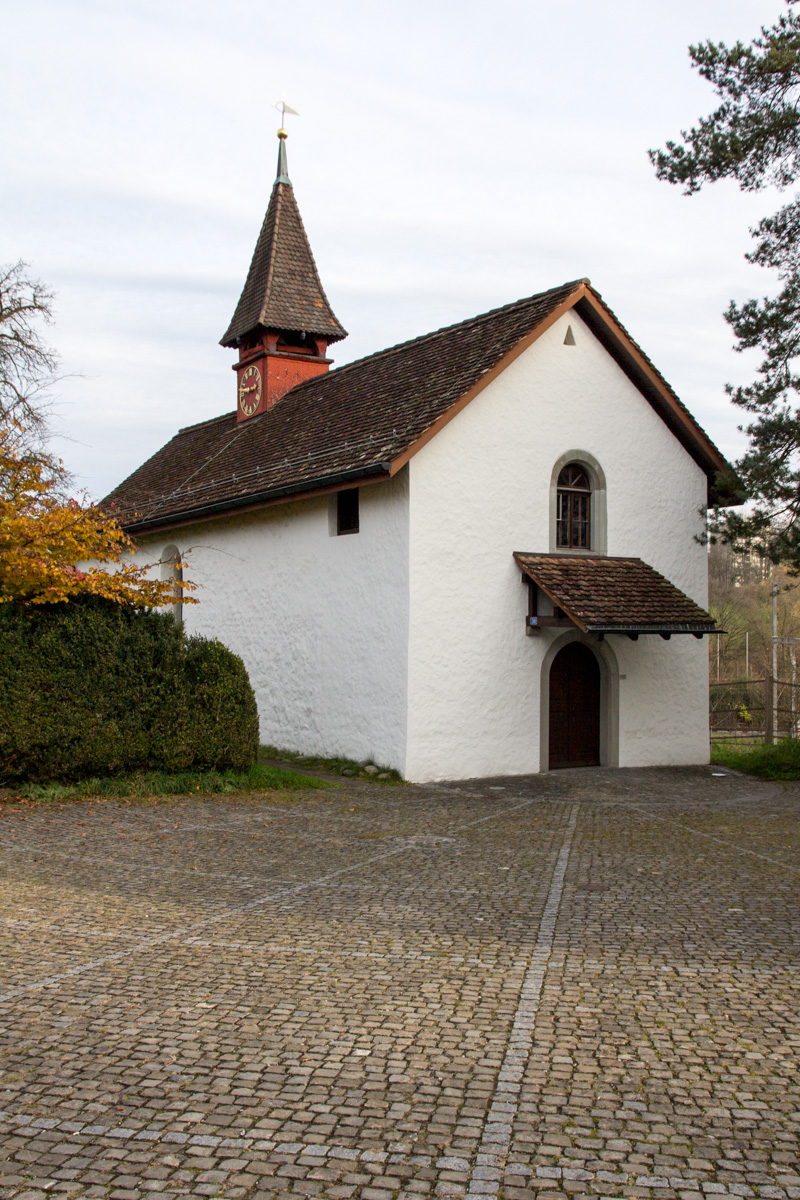
Kapelle Rikon (Blick von Westen)

Die Kapelle Rikon (Stephanskapelle) steht im Ortsteil Rikon der Gemeinde Illnau-Effretikon und gehört der Reformierten Kirchgemeinde. Sie wurde wahrscheinlich im 12. Jahrhundert erbaut, aber erst im 14. Jahrhundert urkundlich erwähnt. Die Fresken entstanden um 1370. Die Kapelle Rikon steht seit der Restaurierung in den Jahren 1970/1971 unter Denkmalschutz.

## Literatur

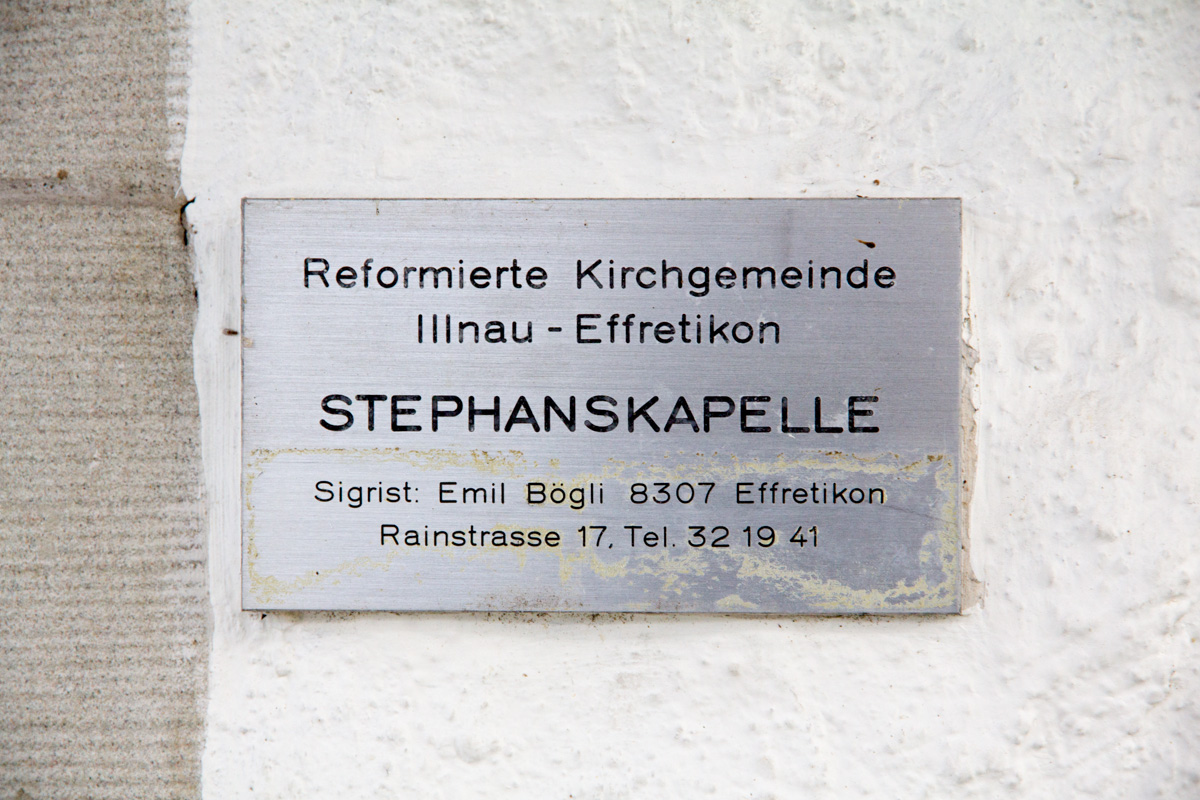
Beschriftung rechts vom Haupteingang